# Wibracje

Wibracje membrany w kształcie koła

Wibracje (łac. vibratio – „drganie”) – drgania, zwłaszcza te o małej amplitudzie i niskiej częstotliwości kilkunastu-kilkudziesięciu herców.
Z biologicznego punktu widzenia wibracje są bodźcami fizycznymi przenoszącymi się bezpośrednio z ośrodka drgającego, na poszczególne tkanki ciała człowieka lub na cały organizm, z pominięciem środowiska powietrznego. Towarzyszący wibracji dźwięk powstaje na skutek przekazywania części energii drgających cząstek materiału poprzez powietrze do narządu słuchu człowieka.
Wibracje mogą być szkodliwe dla zdrowia, niekiedy jednak stosuje się urządzenia specjalnie wzbudzające wibracje w celu dyskretnej sygnalizacji (np. telefony komórkowe) lub zwrócenia uwagi na sytuację awaryjną (np. sterownice statków powietrznych, fotele maszynistów).